# 郑店街道
郑店街道，是中华人民共和国湖北省武汉市江夏区下辖的一个乡镇级行政单位。

## 行政区划
郑店街道下辖以下地区：
郑店社区、段岭庙社区、劳一村、劳四村、劳七村、关山村、廖桥村、联合村、东风村、黄金桥村、同兴村、合力村、雷竹村、综合村、段岭庙村、崇岭村、洞山村、金星村、老屋胡村、莲花桥村、青年庵村、杨树咀村和涂洲村。